# La Garza, San Luis Potosí
La Garza är en ort i Mexiko.   Den ligger i kommunen Tancanhuitz och delstaten San Luis Potosí, i den centrala delen av landet, 250 km norr om huvudstaden Mexico City. La Garza ligger 101 meter över havet och antalet invånare är 448.
Terrängen runt La Garza är kuperad åt sydost, men åt nordväst är den platt. Runt La Garza är det ganska tätbefolkat, med 124 invånare per kvadratkilometer. Närmaste större samhälle är Tancanhuitz de Santos, 5,9 km sydväst om La Garza. I omgivningarna runt La Garza växer huvudsakligen savannskog.